# Вайгельстаун (Пенсільванія)
Вайгельстаун (англ. Weigelstown) — переписна місцевість (CDP) в США, в окрузі Йорк штату Пенсільванія. Населення — 15 136 осіб (2020).

## Географія
Вайгельстаун розташований за координатами 39°59′4″ пн. ш. 76°49′53″ зх. д. / 39.98444° пн. ш. 76.83139° зх. д. (39.984319, -76.831513).  За даними Бюро перепису населення США в 2010 році переписна місцевість мала площу 15,06 км², уся площа — суходіл.

## Демографія
Згідно з переписом 2010 року, у переписній місцевості мешкало 12 875 осіб у 5110 домогосподарствах у складі 3645 родин. Густота населення становила 855 осіб/км².  Було 5336 помешкань (354/км²).
Расовий склад населення:
| - 90,9 % — білих - 4,7 % — чорних або афроамериканців - 0,9 % — азіатів - 0,2 % — корінних американців - 1,3 % — осіб інших рас |

До двох чи більше рас належало 1,9 %. Частка іспаномовних становила 4,0 % від усіх жителів.
За віковим діапазоном населення розподілялося таким чином: 24,2 % — особи молодші 18 років, 60,3 % — особи у віці 18—64 років, 15,5 % — особи у віці 65 років та старші. Медіана віку мешканця становила 38,9 року. На 100 осіб жіночої статі у переписній місцевості припадало 94,0 чоловіків;  на 100 жінок у віці від 18 років та старших — 90,0 чоловіків також старших 18 років.
Середній дохід на одне домашнє господарство  становив 64 899 доларів США (медіана — 54 127), а середній дохід на одну сім'ю — 72 874 долари (медіана — 63 233). Медіана доходів становила 47 955 доларів для чоловіків та 34 690 доларів для жінок. За межею бідності перебувало 5,5 % осіб, у тому числі 8,7 % дітей у віці до 18 років та 6,0 % осіб у віці 65 років та старших.
Цивільне працевлаштоване населення становило 6587 осіб. Основні галузі зайнятості: освіта, охорона здоров'я та соціальна допомога — 22,4 %, виробництво — 19,3 %, роздрібна торгівля — 9,1 %, мистецтво, розваги та відпочинок — 8,1 %.